# Malacorhynchus scarletti
Malacorhynchus scarletti — вимерлий вид водних птахів родини качкових (Anatidae). Він був ендеміком Нової Зеландії та вимер після появи на островах людей.

## Історія дослідження
Скам'янілі рештки птаха, знайдені в стоянках маорі у пересипі Вайрау та на озері Ґрассмір у регіоні Марлборо. Щонайменше 32 викопні рештки з родовищ у Долині Пірамід, в Нгапарі на Південному острові та в озері Поукава на Північному острові знаходяться в музейних колекціях. Наукова назва вшановує новозеландського орнітолога та палеонтолога Рона Скарлетта, який відкрив голотип у 1941 році. Рештки, свідчать про те, що перші полінезійські поселенці на нього активно полювали. Вважається, що він вимер у 16 столітті.

## Опис
Вид був близьким до австралійської качки-лопатоноса (Malacorhynchus membranaceus). При вазі 800 г Malacorhynchus scarletti була вдвічі важча за лопатоноса. Враховуючи відносно небагато знайдених викопних решток, припускають, що M. scarletti була переважно кочовим і територіальним птахом. M. membranaceus, навпаки, стадна і може формувати тисячні зграї.